# Pseudobunaea dayensis
Pseudobunaea dayensis is een vlinder uit de familie nachtpauwogen (Saturniidae), onderfamilie Saturniinae.
De wetenschappelijke naam van de soort is voor het eerst geldig gepubliceerd door Rougeot, Bourgogne & Laporte in 1991.